# Vera Krupp
Vera Hossenfeld (17 de julio de 1910 - 16 de octubre de 1967), fue una actriz alemana conocida con el nombre artístico de Vera von Langen. Cuatro veces divorciada (de donde proceden los apellidos que utilizó: von Langen, Wisbar, Knauer y Krupp), saltó a los noticiarios en 1957 durante su escandaloso divorcio del industrial alemán Alfried Krupp von Bohlen und Halbach, a quien acusó públicamente de "descuidar sus deberes maritales y haberle negado la maternidad".

## Semblanza
Vera Hossenfeld era hija de un industrial, y ya casada, consiguió su primer papel cinematográfico por casualidad.
Estuvo casada con el director de cine Frank Wisbar en su segundo matrimonio, y por cuarta vez con el industrial Alfried Krupp von Bohlen und Halbach (1907-1967), desde 1952 hasta 1957.
Tras separarse de su cuarto marido, se mudó a los Estados Unidos y adquirió el Rancho Spring Mountain en Red Rock Canyon, cerca de Las Vegas.
Vera era propietaria del diamante Krupp (posteriormente conocido como el diamante de Elizabeth Taylor), una gema de 33,19 quilates; y en 1959 fue víctima de un atraco a mano armada en su propio rancho, durante el que le arrebataron de un dedo el anillo en el que estaba engarzado el diamante. Afortunadamente, el FBI pudo localizar a los ladrones ese mismo año y recuperar las joyas robadas.
Tras la muerte de Vera, el actor Richard Burton adquirió el diamante en una subasta por 305.000 dólares, y se lo regaló a su entonces esposa, Elizabeth Taylor.

## Filmografía
- 1938: "Fünf Millionen suchen einen Erben" (Cinco millones buscan un heredero)
- 1938: "Kautschuk" (Caucho)
- 1938: "Verklungene Melodie" (Melodía que se desvanece)
- 1938/50: "Preußische Liebesgeschichte" (Historia de amor prusiana)